# Joaquín Macanás
Joaquín Macanás Arce (Barcelona, España, 24 de junio de 1972) es un exfutbolista español que se desempeñaba como defensa. En su etapa en el Club Deportivo Leganés formó la dupla del centro de la defensa junto a Fede Bahón durante cinco temporadas.

## Clubes
| Club                  | País   | Año       |
| --------------------- | ------ | --------- |
| Deportivo Alavés      | España | 1996-1997 |
| R. C. D. Espanyol "B" | España | 1997-1998 |
| C. D. Leganés         | España | 1998-2004 |
| C. F. Badalona        | España | 2004-2008 |